# Teletsentr
Teletsentr (Russisch: Телецентр) is een station van de  Moskouse monorail, dat in 2004 is geopend. Het is genoemd naar het naastgelegen omroepcentrum bij de Ostankino-toren. 

## Geschiedenis
Vlak voor de opening van het zuidelijke deel van de Serpoechovsko-Timirjazevskaja-lijn in 1983 publiceerde Metrostroi de plannen voor het deel naar Timirjazevskaja en het toen beoogde noordelijke eindpunt Petrovsko-Razoemovskaja. In deze plannen was ook een tracé ingetekend vanaf Petrovsko-Razoemovskaja naar het zuidoosten. Deze Dmitrovski-radius werd in uitgewerkte plannen uit 1985 als noordelijk deel van de Ljoeblinsko-Dmitrovskaja-lijn opgevoerd en zou via metrostation Teletsentr bij het omroepcentrum naar Marina Rosjtsja lopen. De bouw van de Ljoeblinsko-Dmitrovskaja-lijn begon in 1988. Het eerste deel van die lijn werd in 1995 geopend, maar de rest van de metrobouw stond op een laag pitje. Tijdens de Roebelcrisis werd de bouw geheel stilgelegd.

## Monorail

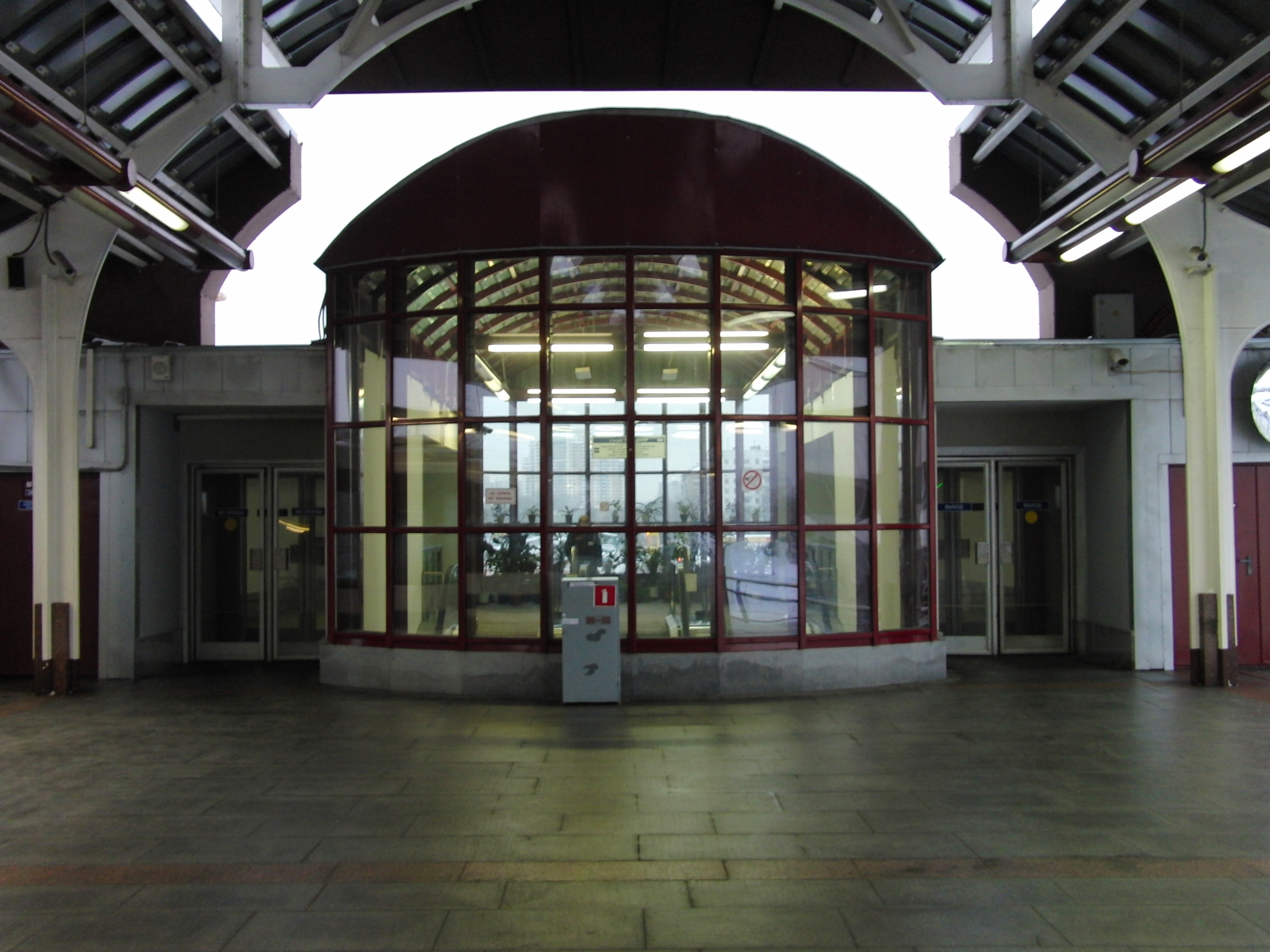
De roltrappen op de kop van het perron
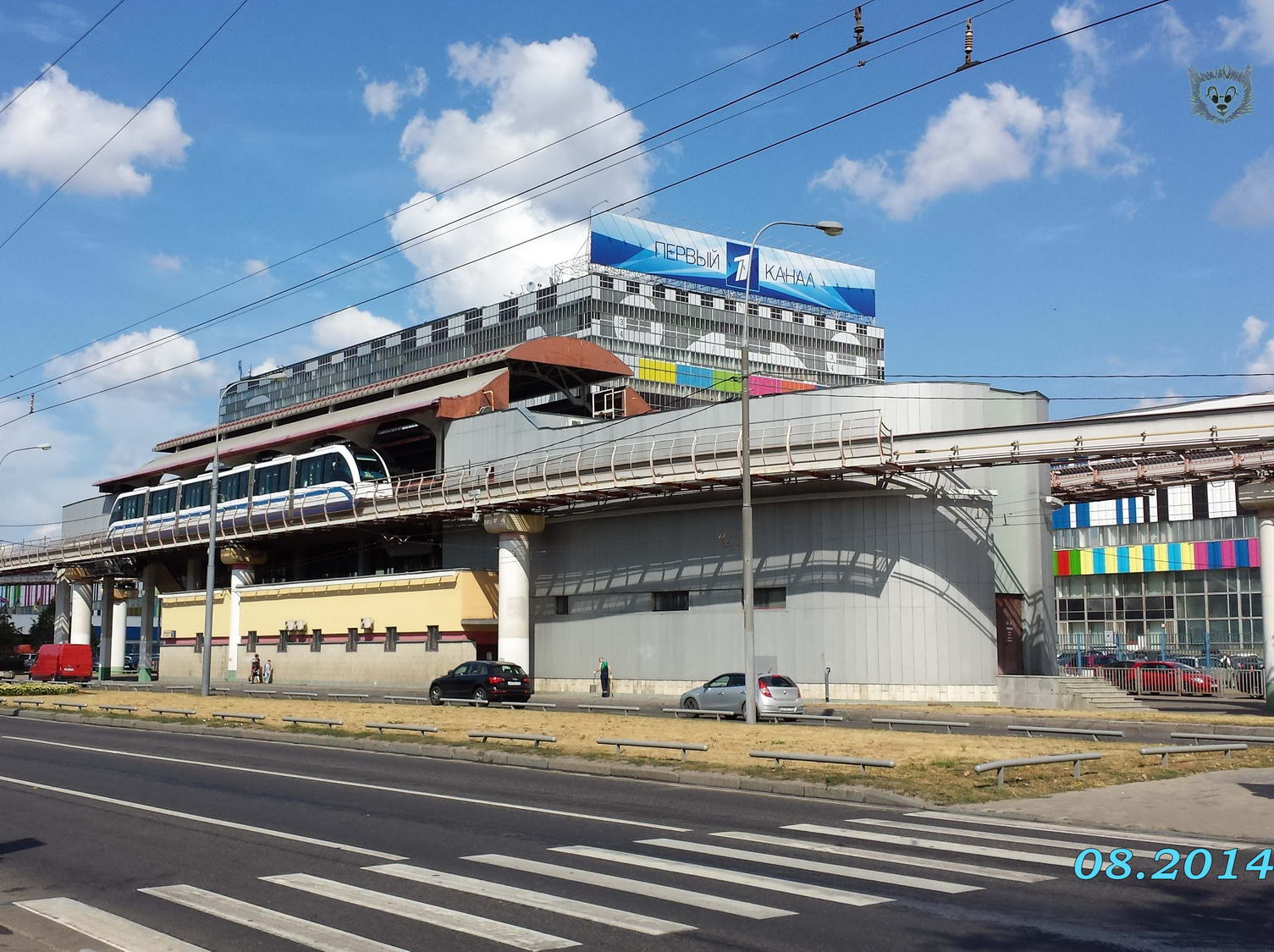
Het station voor het omroepcentrum
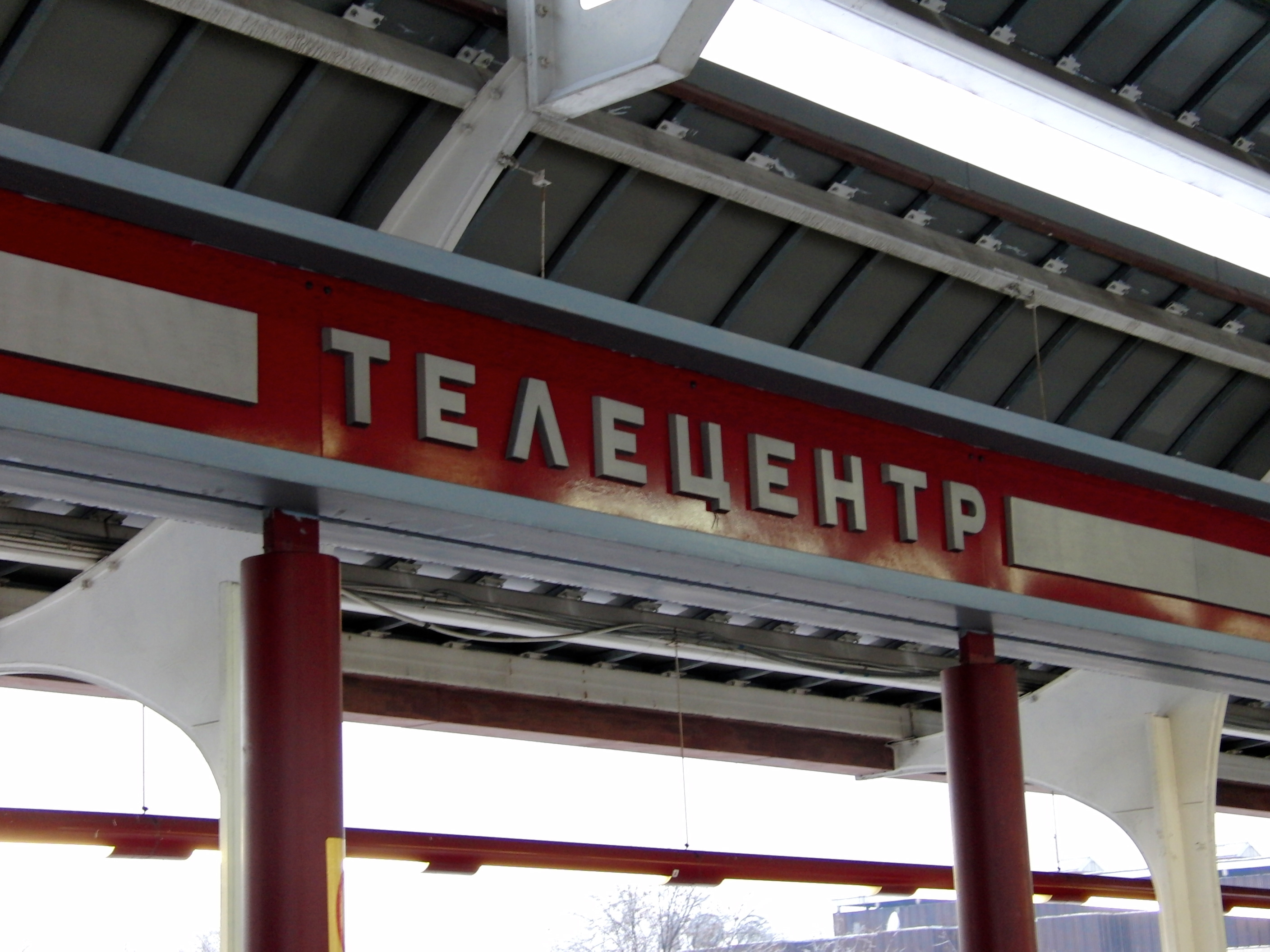
Het naambord op het perron

In het voorjaar van 2003 werd begonnen met de bouw van de monorail met een station bij het omroepcentrum, zodat dit alsnog een aansluiting op een “metrolijn” kreeg. Het geplande ondergrondse metrostation kwam er niet, omdat bij de hervatting van de bouw van de Ljoeblinsko-Dmitrovskaja-lijn in 2008 werd besloten om een route aan de westkant van de oktoberspoorweg te volgen. De monorail zou nog in 2003 worden geopend, maar uiteindelijk vond de opening pas een jaar na de geplande datum plaats. Vanaf 20 november 2004 werd gereden met twee treinen in “excursie-modus” oftewel een toeristische attractie. Er werd toen om de dertig minuten gereden tussen 10:00 uur en 16:00 uur. Instappen kon alleen op Oelitsa Sergeja Ejzensjtejna, vanaf 1 juli 2005 kon op alle stations in en uitgestapt worden. Op 10 januari 2008 werd de monorail onderdeel van het normale openbaar stadsvervoer. Er werd gereden met een hogere frequentie tussen 6:50 uur en 23:00 uur. Sinds 23 januari 2017 wordt weer in excursie-modus gereden tussen 7:50 uur en 20:00 uur. Het station heeft het breedste perron van de monorail.